# Lady Bird (film)
Lady Bird er en amerikansk dramakomedie fra 2017, skrevet og instrueret af Greta Gerwig. Saoirse Ronan, Laurie Metcalf, Lucas Hedges, Timothée Chalamet, Tracy Letts, Beanie Feldstein, Stephen Henderson og Lois Smith spiller hovedrollerne. Filmen udspiller sig i Sacramento i Californien og er en opvækstskildring om den rebelske skoleelev "Lady Bird" (Ronan) og det turbulente forholdet til moren Marion (Metcalf).

## Medvirkende
- Saoirse Ronan som Christine "Lady Bird" McPherson
- Laurie Metcalf som Marion McPherson
- Tracy Letts som Larry McPherson
- Lucas Hedges som Danny O'Neill
- Timothée Chalamet som Kyle Scheible
- Beanie Feldstein som Julianne «Julie» Steffans
- Stephen Henderson som pater Leviatch
- Lois Smith som Sister Sarah Joan
- Laura Marano som Diana Greenway
- Jordan Rodrigues som Miguel McPherson
- John Karna som Greg Anrue
- Odeya Rush som Jenna Walton
- Jake McDorman som Mr. Bruno
- Kathryn Newton som Darlene
- Andy Buckley som onkel Matthew
- Danielle Macdonald som ung dame
- Kristen Cloke som Ms. Steffans